# Société nationale d’électricité de la RDC
Société nationale d’électricité de la RDC (SNEL) ist ein staatlicher Energieversorger der  Demokratischen Republik Kongo mit Sitz in der Hauptstadt Kinshasa. Seit 2010 ist SNEL eine Kapitalgesellschaft mit beschränkter Haftung.

## Geschichte
Das Unternehmen wurde zur Deckung des Energiebedarfs des Landes durch die Regierung mit Verordnung DPR Nr. 67-391 am 23. September 1967 gegründet. Im Mai 1970 wurde SNEL mit der Aufgabe betraut, die Verwaltung, den Bau und die Finanzkontrolle des Inga-Projektes, der größten Wasserkraftwerke am Unterlauf des Kongo, sicherzustellen. 1972 gingen die Kraftwerke Inga I. bzw. 1982 Inga II. am Inga-Staudamm in Betrieb und versorgen sowohl die Hauptstadt Kinshasa als auch das nähere Umland mit Strom.
In der Sonderausgabe des Amtsblatts der Demokratischen Republik Kongo vom 29. Dezember 2010 wurde veröffentlicht, dass SNEL in eine Kapitalgesellschaft mit beschränkter Haftung geändert wurde und nun die Erzeugung, Übertragung, Verteilung und Vermarktung von elektrischer Energie im ganzen Land übernimmt.
Im Mai 2013 wurde bekannt, den bestehenden beiden Inga-Anlagen eine dritte, den Grand Inga (Projektname) hinzuzufügen. Nach Abschluss des Ausbaus, der im Oktober 2015 starten soll, wäre Grand Inga das größte Wasserkraftwerk der Welt sein.